# Pierre Louis Dupas
Pour les articles homonymes, voir Dupas.
 (mars 2024).
Si vous disposez d'ouvrages ou d'articles de référence ou si vous connaissez des sites web de qualité traitant du thème abordé ici, merci de compléter l'article en donnant les références utiles à sa vérifiabilité et en les liant à la section « Notes et références ».
Le comte Pierre Louis Dupas, né le 13 février 1761 à Évian et mort le 6 mars 1823 au château de Ripaille, est un militaire savoisien au service de la France.

## Biographie

### Au service de l'étranger et de la Révolution
Il est le fils de Gaspard Dupas, bourgeois d'Evian, et d'Antoinette Pellissier. Il entre au service du roi de Sardaigne en qualité de soldat dans le régiment Piémont-Dragons, et passe le 30 mars 1787, au service de la république de Genève, où il obtient son congé avec le grade de sergent-fourrier en 1786. Le 1er août 1787, il est admis au service de France comme soldat dans le régiment suisse de Châteauvieux, dont il rejoint le 1er bataillon à Corte (Corse). De retour sur le continent en 1788, il passe aux grenadiers du 2e bataillon, et entre le 13 juillet dans la garde nationale parisienne soldée, et ensuite le 3 septembre aux grenadiers du bataillon de l'Estrapade, où il reçoit le brevet et la médaille de garde française pour s'être distingué à la prise de la Bastille. Sorti de ce corps le 25 avril 1791, et breveté le 1er août 1792, chef de bataillon lieutenant-colonel de la division de gendarmerie à pied du 6e arrondissement de Paris, composée de vainqueurs de la Bastille, il donne sa démission pour aller aux frontières, lorsque la patrie est déclarée en danger, et obtient du ministre Servan le 13 du même mois une place d'adjudant-major dans la légion des Allobroges, qu'il rejoint à l'armée des Alpes.
Devenu capitaine titulaire le 1er décembre suivant, à son retour de la première campagne de Savoie, il est nommé le 10 août 1793 chef de bataillon commandant les carabiniers de cette légion, assiste au siège de Toulon, et remplit momentanément les fonctions d'aide-de-camp auprès du général en chef Carteaux. Rentré à son corps après la destitution de ce général, il passe en l'an II, à l'armée des Pyrénées orientales, prend part à l'expédition de Cerdagne, est envoyé dans les Pyrénées occidentales, et se trouve en l'an III, à la conquête de la vallée d'Arau.

### Passage à l'armée d'Italie
Compris en qualité de commandant du 3e bataillon dans l'organisation de la demi-brigade de troupes légères ou demi-brigade des Allobroges le 7 novembre 1795, il sert à l'armée d'Italie après la paix avec l'Espagne, et commande les deux bataillons des carabiniers réunis lors du passage du Pô les 7 et 8 mai 1796. Le 9 du même mois, il passe le premier le pont de Lodi à la tête de 200 carabiniers allobroges et de la 29e légère, et décide la victoire. Le général en chef Napoléon Bonaparte, fait le plus grand éloge de sa conduite dans cette affaire, et lui décerne un sabre d'honneur l'année suivante, en récompense de ce brillant fait d'armes. Dupas, lors de l'organisation de la 27e légion en prairial an IV, commande le 5e bataillon de grenadiers de l'armée à l'expédition de Livourne et au siège de Mantoue. Il passe ensuite au 8e bataillon et commande le 1er le 12 novembre 1796, à l'affaire de Caldiero, où il reçoit quatre coups de feu dans la main gauche et au bras droit. Rentré au 1er bataillon de la 27e légère le 12 janvier 1797, il est blessé par une balle dans la cuisse droite le 14, en poursuivant le général autrichien Provera.

### Campagne d'Égypte et retour en France
Le 11 mai 1798 il s'embarque pour l'Égypte, et est nommé chef de bataillon dans les Guides à pied du général Bonaparte à la prise de Malte le 12 juin 1798. Il obtient le 12 janvier 1799, avec le grade de chef de brigade provisoire à la suite de la 69e, le commandement de 1re classe de la citadelle du Caire, dont il soutient le siège pendant trente-quatre jours, sans moyen de défense et avec une garnison de 200 éclopés, contre les habitants révoltés et 2 000 Osmanlis auxquels il enlève 3 queues de pacha, 5 drapeaux et des armes, trophées qui sont transportés à Paris et suspendus à la voûte du dôme des Invalides.
Débarqué à Marseille avec l'armée d'Orient le 23 septembre 1801, Dupas est nommé par le premier Consul adjudant supérieur du palais du gouvernement le 19 mars 1802, obtient la confirmation de son grade de chef de brigade le 5 avril suivant, et devient colonel des mamelouks le 2 mai 1802. Promu au grade de général de brigade le 29 août 1803, il part le 5 octobre 1803 pour la 15e division militaire en qualité de commandant supérieur des côtes, depuis la Seine jusqu'à la Somme, entre le 13 décembre au corps des grenadiers de la réserve rassemblé à Arras, revient à l'état-major du palais le 24 mars 1804 et retourne au corps des grenadiers de la réserve le 1er mai, en vertu des ordres du premier Consul. Membre de la Légion d'honneur de droit le 24 septembre 1803, et commandeur de l'ordre à la promotion du 14 juin 1804, il devient sous-gouverneur du palais de « Stupinis », en Piémont le 18 septembre de la même année, et commande une brigade de la division de grenadiers d'Oudinot au 5e corps de la Grande Armée.

### Général d'Empire
Lors de la bataille d'Austerlitz il fait prisonnier plus de 5 000 soldats autrichiens et fut fait 
Général de division et grand cordon de l'Ordre du Lion « de Bavière » après cette bataille le 24 décembre 1805. Le 15 septembre 1806 il reçoit l'ordre d'aller prendre à la Forteresse de Mayence le commandement des 14e régiment de ligne et 28e léger en attendant l'arrivée de deux autres régiments, et fait les campagnes de 1806 à 1807 en Prusse et en Pologne, ayant sous ses ordres une division du 8e corps commandé par le maréchal Mortier. Chevalier de l'ordre de la Couronne de fer après Friedland le 25 décembre de la même année, il passe en 1808 en Danemark, et reçoit le titre de comte de l'Empire. L'année suivante il commande à l'armée d'Allemagne une division des corps du prince de Ponte-Corvo Bernadotte avec laquelle il combat à Essling et à Wagram. Deux jours après cette bataille, il se trouve encore en ligne avec 23 hommes du 5e léger qui restent seuls de toute sa division.
En 1809 il fait l'acquisition du château de Ripaille. En disponibilité pendant les années 1810 et 1811, le comte Dupas, employé à la Grande Armée en 1812, aux corps des maréchaux Augereau et Gouvion-Saint-Cyr, passe le 1er juin 1813 au corps d'observation de Mayence ; mais le mauvais état de sa santé le contraint à rentrer en France le 13 septembre 1813. De retour sur les terres de son château de Ripaille, tandis que Charles-Félix de Savoie vient d'accéder au trône, il se fait naturaliser. Il obtient sa retraite le 25 novembre suivant, et meurt au Château de Ripaille le 6 mars 1823.
Son nom est gravé sur une face de l'arc de triomphe de l'Étoile.

### Sources
- « Pierre Louis Dupas », dans Charles Mullié, Biographie des célébrités militaires des armées de terre et de mer de 1789 à 1850, 1852 [détail de l’édition]
- Commentaires de Gérard Walter au Mémorial de Sainte-Hélène d'Emmanuel de Las Cases - Bibliothèque de la Pléiade, 1978.
- André Palluel-Guillard, L'aigle et la croix : Genève et la Savoie, 1798-1815, Éditions Cabedita, 1999, 662 p. (ISBN 978-2-88295-260-8), p. 598, Notice.